# Base Naval Puerto Belgrano
La Base Naval Puerto Belgrano (BNPB), fundada en 1896, es la mayor base naval de la Armada Argentina, con asiento junto a Punta Alta, provincia de Buenos Aires.
Hasta la reforma constitucional de 1994, se consideraba territorio federal (no pertenecía a la provincia de Buenos Aires ni al partido de Coronel Rosales). Pero al dejarse sin efecto los territorios federales en el país por dicha reforma, la Base Naval Puerto Belgrano se halla en territorio provincial, aunque con jurisdicción nacional a través del Ministerio de Defensa.

## Toponimia
La actual Base Naval recibe su nombre del puerto donde está construida, un fondeadero natural dentro de Punta Alta, partido de Coronel Rosales. El topónimo hace referencia al bergantín de guerra General Belgrano, comisionado por el gobierno de Buenos Aires para hacer tareas de revelamiento de la bahía a fines de 1824 y a principios de 1825. En enero de este último año, al mando de su comandante Francisco Seguí, la expedición científico-militar a bordo del General Belgrano descubrió y sondeó el fondeadero. A partir de ese entonces, pasó a denominarse en las cartas náuticas y mapas «Pozos (o Sonda) del Belgrano», «Puerto del Belgrano» que terminó abreviándose en «Puerto Belgrano».
En un principio, el asentamiento naval fue denominado Puerto Militar de Bahía Blanca. Actualmente lleva el nombre oficial de Base Naval Puerto Belgrano (BNPB) desde el 12 de junio de 1923 por decreto del presidente Marcelo Torcuato de Alvear. En los fundamentos de dicha norma se expresa que «las primeras cartas marinas del lugar que dan el nombre de “Puerto Belgrano” a determinada región de la Ría de Bahía Blanca, nombre que en honor del ilustre patricio de la Independencia tenía ya en el año 1833 cuando se hicieron por el Almirante Fitz Roy los primeros estudios hidrográficos serios de esa parte de la costa». Sin embargo, se trata de una confusión, derivada tal vez del escaso conocimiento acerca de la expedición del bergantín General Belgrano.

## Historia
El desarrollo de la zona como gran centro operativo de la Armada Argentina comenzó a ser pensado a partir de 1883, luego de varios viajes para inspeccionar la adecuación de la zona para albergar un puerto militar para la incipiente escuadra nacional, impulsada por el presidente Domingo Faustino Sarmiento diez años antes (que fue, a partir de entonces, paulatinamente convertida en una Escuadra de Mar). Entre los encargados para realizar tal tarea estuvo el entonces teniente Manuel José García Mansilla, quien concluye sobre la idoneidad de la zona para albergar el puerto militar y da detalles no confidenciales de su expedición en una conferencia dada ese mismo año en el Centro Naval.
En mayo de 1895 se asignaron los fondos para iniciar la construcción, designándose la zona aledaña al puerto de La Plata como el lugar de emplazamiento. No obstante, el ingeniero Guillermo Villanueva quien fuera el nuevo ministro de Guerra y Marina instaló un fuerte debate en torno a la conveniencia del sitio en donde instalarían la base naval, siendo los candidatos para tal fin los puertos de La Plata o de Puerto Madero. Por entonces, el Centro Naval había premiado en su certamen anual al entonces teniente de navío Félix Dufourq por su genial tesis de que el puerto debía situarse en la Bahía Blanca, más precisamente en el tradicional fondeadero llamado otrora «Pozos del Belgrano», desestimando los anteriormente nombrados con argumentos de origen técnico y estratégico, planteando que, de ubicarse el puerto militar cerca de alguna de las grandes ciudades, estas quedarían expuestas en caso de desatarse una guerra.
En ese proceso se construyó Puerto Militar de Bahía Blanca —hoy llamado Puerto Belgrano— gracias a su mentor, el capitán de navío Félix Dufourq, considerado como su fundador que defendió la construcción del asentamiento que es, desde entonces, el corazón operativo de la Armada.
La construcción del puerto militar fue encargada por el gobierno argentino al ingeniero italiano Luigi Luiggi. La colocación del primer pilote del cofferdam del muelle  el 2 de julio de 1898 marcó el inicio de las obras, fecha que se consideró además, la fundación de la ciudad de Punta Alta, que se encuentra adyacente a la Base Naval. 
También participó la empresa de origen holando argentino  Dirks, Dates y Van Hatten. La necesidad estratégica que condujo hacia el mar sureño como empeño político nacional continuó desarrollándose y hoy la misma funciona como apostadero de la Flota de Mar, por parte de la Aviación Naval y de la Infantería de Marina, en las bases Comandante Espora y Baterías respectivamente.

### Centro clandestino de detención
Durante el Proceso dictatorial cívico-militar, la base funcionó como centro clandestino de detención. En los días posteriores al golpe de Estado, varios dirigentes peronistas fueron interrogados en el buque ARA Nueve de Julio (C-5), que durante meses alojó a cautivos trasladados desde la Escuela de Mecánica de la Armada y Mar del Plata. El centro clandestino que funcionó en la séptima casamata de baterías, la vecina base de los infantes de marina.[cita requerida] La base también fue utilizada como centro de torturas. Se investiga si la base cumplió un rol clave para la realización de los llamados «vuelos de la muerte», donde los detenidos eran presuntamente arrojados vivos al mar.

### Guerra de las Malvinas
En abril de 1982, Puerto Belgrano estuvo en alarma de ataque aéreo varias veces, aunque nunca se materializó bombardeo alguno.

## Recursos
La base contiene un hospital naval, una docena de talleres especializados, seis escuelas militares de nivel medio y terciario, escuelas públicas, imprenta, la redacción de la revista “Gaceta Marinera”, una sede bancaria, la parroquia católica “Stella Maris”, un registro civil, oficina de correos, un museo, siete barrios residenciales para el personal naval, un hotel, entre otras instalaciones. Todas ellas rodean a los muelles y a los diques de carena que fueran propuestos por el capitán de navío Félix Dufourq, quien realizó muchos de los estudios destinados a encontrar el lugar más adecuado para la construcción de las instalaciones navales.[cita requerida]
Por su parte, el Arsenal Naval Puerto Belgrano estuvo a cargo del ingeniero italiano Luigi Luiggi, de gran prestigio profesional en Europa por sus trabajos en los puertos de Génova y Livorno y sus estudios sobre construcciones navales. La monumental obra incluyó la construcción del ramal estratégico del ferrocarril que llegaría a Puerto Belgrano. La superficie del Arsenal consta de 122 000 m² cubiertos distribuidos en 20 departamentos.
En el Arsenal están los dos diques de carena que pueden poner a seco —para reparar su casco— a buques de hasta 220 metros de eslora (largo) y 23 de manga (ancho). Cualquiera de los barcos y submarinos de la Armada y grandes cargueros mercantiles y petroleros de grandes dimensiones pueden ser reparados en estos espacios. Los Diques N.º 1 y N.º 2 que integran el Arsenal permiten alojar para su mantenimiento y reparación diversas embarcaciones pertenecientes a la Armada, además de los buques que circulen por esa zona. Debido a las capacidades y superficie de ambos diques en sus instalaciones se pueden reparar medios navales de amplias dimensiones. En noviembre de 2010 fue concluida la reparación de la compuerta del Dique seco N° 2 de la Base Naval Puerto Belgrano, cumpliendo disposiciones dictadas por la entonces ministra de Defensa, Nilda Garré. Tres años después finalizó la primera etapa de reparación y modernización del Dique de Carena N° 2 con una inversión de 100 millones de pesos. Se modernizaron otros elementos que hacen al funcionamiento del Dique N.º 2, con lo que la Armada recuperó una valiosa instalación, que junto con el Dique N.º 1, posibilitarán la reparación de buques de hasta 220 metros de eslora y 23 de manga. En 2017 tras recortes presupuestarios fue paralizada la recuperación del dique 2 de la base.
Finalmente en 2024, se recuperó el dique 2 gracias a Astillero Rio Santiago que fabricó la compuerta necesaria para poder operar.

## Medios

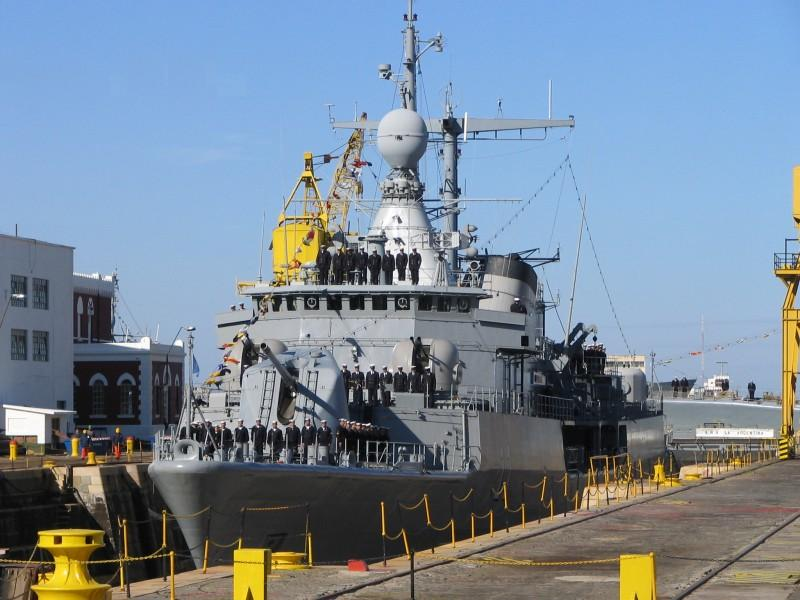
Destructor ARA La Argentina en el dique n.º 1 del arsenal naval de Puerto Belgrano

Los medios con apostadero en esta base naval (2025):
| Unidad                            | Siglas |
| Comando de la Flota de Mar        | COFM   |
| División de Destructores          | DVDE   |
| --------------------------------- | ------ |
| Destructor ARA Almirante Brown    | DEBA   |
| Destructor ARA La Argentina       | DELA   |
| Destructor ARA Sarandí            | DESA   |
| División de Corbetas              | DVCO   |
| Corbeta ARA Espora                | COES   |
| Corbeta ARA Rosales               | CORO   |
| Corbeta ARA Spiro                 | COSO   |
| Corbeta ARA Parker                | COPA   |
| Corbeta ARA Robinson              | CORO   |
| Corbeta ARA Gómez Roca            | COGR   |
| Comando Naval Anfibio y Logístico | COAL   |
| Logístico ARA Patagonia           | LGPA   |
| Transporte ARA Canal Beagle       | TRCB   |
| Transporte ARA Bahía San Blas     | TRBS   |
| Aviso ARA Teniente Olivieri       | AVTO   |
| Aviso ARA Estrecho de San Carlos  | AVES   |
| Aviso ARA Puerto Argentino        | AVPA   |
| Aviso ARA Islas Malvinas          | AVIM   |
| Comando de Transportes Navales    | COTN   |
| Rompehielos ARA Almirante Irízar  | RHAI   |
| Comando de Capitanía de Puerto    |        |
| Multipropósito ARA Punta Alta     | MPPA   |
| Remolcador ARA Tehuelche          |        |
| Remolcador ARA Ona                |        |
| Remolcador ARA Zeus               |        |

## Centro espacial
Está actualmente en construcción una plataforma de lanzamientos de cohetes espaciales. Un terreno sin utilizar de la base que pertenecía a la Armada Argentina fue cedido a la Comisión Nacional de Actividades Espaciales, agencia responsable del Plan Nacional Espacial de Argentina. Desde esta plataforma se lanzara el Tronador. La ubicación de esta plataforma fue elegida debido a factores como gran superficie despoblada, infraestructura disponible, seguridad y porque la ubicación favorece a los lanzamientos de órbita polar que realizará el futuro cohete.